# Kootenay—Boundary—Okanagan
Pour les articles homonymes, voir Kootenay (homonymie) et Okanagan (homonymie).
Kootenay—Boundary—Okanagan (initialement connue sous le nom de West Kootenay—Okanagan) est une ancienne circonscription électorale fédérale de la Colombie-Britannique, représentée de 1997 à 2004.
La circonscription de West Kootenay—Okanagan est créée en 1996 avec des parties de Kootenay-Ouest—Revelstoke et d'Okanagan—Similkameen—Merritt. En 1998, la circonscription devient Kootenay—Boundary—Okanagan. Abolie en 2003, elle est redistribuée parmi Kootenay—Columbia et Southern Interior

## Géographie
En 1996, la circonscription de West Kootenay—Okanagan comprenait:
- Le district régional de Kootenay Boundary
- Des parties des districts régionaux de Central Kootenay et d'Okanagan-Similkameen

## Député
1. 1997-2004 — Jim Gouk, PR/AC & PCC

- AC = Alliance canadienne
- PCC = Parti conservateur du Canada
- PR = Parti réformiste du Canada